# Organy w bazylice jeleniogórskiej

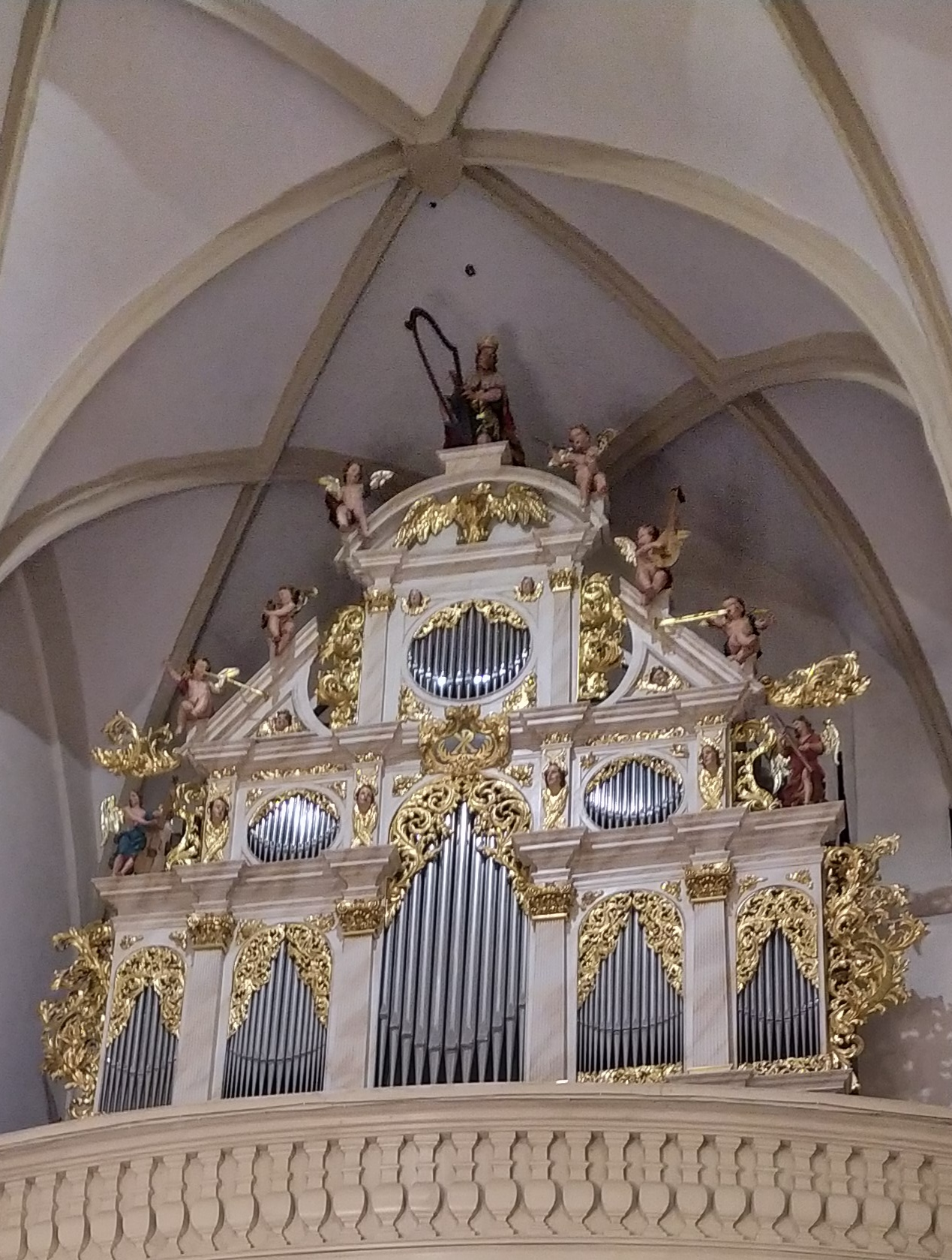

Plan przyziemia bazyliki św. Erazma i św. Pankracego w Jeleniej Górze z zaznaczoną kolorem czerwonym lokalizacją organów

Organy w bazylice jeleniogórskiej – 60-głosowe wczesnobarokowe organy piszczałkowe w bazylice św. Erazma i św. Pankracego w Jeleniej Górze. Zbudowane w 1706 przez organmistrza Adama Horatio Caspariniego, przebudowane przez firmę Schlag & Söhne w 1906.

## Historia
Projekt i budowę organów rozpoczął niemiecki organmistrz, przez wiele lat pracujący we Włoszech, Eugenio Casparini. Po jego śmierci we wrześniu 1706 budowę kontynuował, i w tym samym roku ukończył syn – Adam Horatio Casparini. Instrument miał wówczas 43 głosy rozdzielone między trzy manuały i jedną klawiaturę nożną oraz wczesnobarokowy, wykonany z lipowego drewna, prawie 14-metrowej wysokości prospekt. Prace konserwatorskie i przebudowy prowadzone były przy organach w latach 1749 (po uszkodzeniu uderzeniem pioruna), 1803, 1819, 1821 (przebudowa, po której pozostało 40 głosów), 1863, 1878, 1906 (gruntowna przebudowa przez firmę Schlag & Söhne do 60 głosów), 1919, 1938 (modernizacja przez Carla Berschdorfa z Nysy – wprowadzenie elektropneumatycznej traktury gry i rejestrów oraz nowego kontuaru, w którym organista siedzi bokiem do ołtarza), 1990, 2006 (zabiegi konserwatorskie przy prospekcie wykonane przez krakowską konserwator Barbarę Kuczewską) oraz 2008–2009 (konserwacja wykonana przez zakład organmistrzowski Adama Nawrota z Wronek). W 2016, jedyną zachowaną częścią pierwotnego instrumentu z 1706 był prospekt.

## Architektura
Organy umieszczone są na drugiej kondygnacji empory pod zachodnią ścianą kościoła. Szeroki na 10 i wysoki na niecałe 14 metrów prospekt zajmuje prawie całą szerokość nawy głównej i sięga sklepienia. Jest monochromatycznie polichromowany w beżowo-kremowej tonacji. Podzielony jest poziomo na cztery kondygnacje oddzielone gierowanymi, profilowanymi gzymsami. Podziałami pionowymi są kanelowane pilastry zwieńczone złoconymi głowicami korynckimi. Piszczałki prospektowe ujęte są w prostokątnych, półkoliście zakończonych, oraz owalnych płycinach, ozdobionych złoconymi kotarami z motywami akantowymi. Prospekt zwieńczony jest figurą patrona muzyki kościelnej – świętego Dawida z harfą, a całość ozdabiają snycerskie motywy roślinne i figurki muzykujących aniołów i puttów.

## Dyspozycja
Dyspozycja stan na 2019:
| Manuał I | Manuał II | Manuał III | Pedał |
| --- | --- | --- | --- |
| 1. Trompete 8′ 2. Cornett 1-3f 3. Mixtur 3-5f 4. Spitzquinte 1/3′ 5. Rauschquinte 2 2/3 u. 2 6. Schweizerpfeife 2′ 7. Violine 4′ 8. Offenflöte 4′ 9. Octave 4′ 10. Nasat 5 1/3′ 11. Gemshorn 8′ 12. Gedackt Pommer 8′ 13. Gamba 8′ 14. Holzflöte 4′ 15. Gross Gedackt 8′ 16. Prästant 8′ 17. Principal 8′ 18. Quintatön 16′ 19. Principal 16′ | 1. Oboe 4′ 2. Horn 8′ 3. Scharf 3f 4. Sifflöte 1′ 5. Terz 1 3/5′ 6. Picollo 2′ 7. Quinte 2 2/3′ 8. Flauto dolce 4′ 9. Gemshorn 4′ 10. Octave 4′ 11. Salicional 8′ 12. Portunal 8′ 13. Schalmey 8′ 14. Rohrgedackt 8′ 15. Flötenprincipal 8′ 16. Bordun 16′ | 1. Krummhorn 8′ 2. Cymbel 2-3f 3. Quinte 1 1/3′ 4. Blockflöte 2′ 5. Ged.Quinte 2 2/3 6. Traversflöte 4′ 7. Fugara 4′ 8. Schwebend Aeoline 8′ 9. Dolkon 8′ 10. Liebl. Gedackt 8′ 11. Flöte 8′ 12. Geigenprincipal 8′ | 1. Singend Cornett 2′ 2. Tuba 8′ 3. Posaune 16′ 4. Posaune 32′ 5. Rauschpfeife 4f 6. Octavbass 4′ 7. Flautbass 8′ 8. Octavbass 8′ 9. Quintbass 10 2/3′ 10. Subbas 16′ 11. Contrabass 16′ 12. Principalbass 16′ 13. Violon 32′ |
| (kolorem czerwonym oznaczono głosy języczkowe) Urządzenia dodatkowe: tutti, crescendo, tremolo | | | |